# Nicole Acevedo
Nicole Jocelin Acevedo Tangarife (Medellín, 15 de octubre de 1994) es una jugadora colombiana de Rugby 7.

## Biografía
Nació en Medellín en 1994. Se graduó de la Universidad Nacional de Colombia recibiendo el título de Especialista en Biotecnología.

## Trayectoria deportiva
Obtuvo la medalla de oro junto a la Selección de rugby 7 de Colombia en los XXII Juegos Centroamericanos y del Caribe celebrados en Veracruz y en los XXIII Juegos Centroamericanos y del Caribe celebrados en Barranquilla.
Representó a Colombia en los Juegos Panamericanos de 2015. Ella fue nombrada en la Selección femenina de rugby 7 de Colombia para los Juegos Olímpicos de Río de Janeiro 2016.
En 2019 representó a Colombia en los Juegos Panamericanos celebrados en Lima, donde consiguió la medalla de bronce junto a la Selección femenina de rugby 7 de Colombia, siendo ella la capitana del equipo.

## Palmarés internacionales
| Juegos Panamericanos                 | Juegos Panamericanos    | Juegos Panamericanos | Juegos Panamericanos |
| Año                                  | Lugar                   | Medalla              | Competición          |
| ------------------------------------ | ----------------------- | -------------------- | -------------------- |
| 2019                                 | Lima (Perú)             | Medalla de bronce    | Torneo femenino      |
| Juegos Centroamericanos y del Caribe |                         |                      |                      |
| 2014                                 | Veracruz (México)       | Medalla de oro       | Torneo femenino      |
| 2018                                 | Barranquilla (Colombia) | Medalla de oro       | Torneo femenino      |